# Нигерија на Светском првенству у атлетици на отвореном 2023.
Нигерија је учествовала на 19. Светском првенству у атлетици на отвореном 2023. одржаном у Будимпешти од 19. до 27. августа деветнаести пут, односно, учествовала је на свим првенствима до данас. Репрезентацију Нигерије представљало је 22 такмичара (7 мушкарца и 15 жена) који су се такмичили у 16 дисциплина (6 мушких, 9 женских и 1 мешовита).,
На овом првенству Нигерија нису освојили ниједну медаљу. У табели успешности према броју и пласману такмичара који су учествовали у финалним такмичењима (првих 8 такмичара) Нигерија је са 2 учесника у финалу делила 44. место са освојених 8 бодова. 
| Плас. | Земља    | 1. место | 2. место | 3. место | 4. место | 5. место | 6. место | 7. место | 8. место | Бр. финал. | Бод. |
| ----- | -------- | -------- | -------- | -------- | -------- | -------- | -------- | -------- | -------- | ---------- | ---- |
| =44.  | Нигерија | 0        | 0        | 0        | 1        | 0        | 1        | 0        | 0        | 2          | 8    |

## Учесници
| Мушкарци: - Сеје Огунлеве — 100 м, 4 х 100 м - Usheoritse Itsekiri — 100 м, 4 х 100 м - Favour Oghene Tejiri Ashe — 100 м, 4 х 100 м - Алаба Олукунле Акинтола — 200 м, 4 х 100 м - Дубем Нвацхукву — 400 м, 4х400 м (м+ж) - Езекиел Натханиел — 400 м препоне, 4х400 м (м+ж) - Чуквуебука Корнел Енеквечи — Бацање кугле | Жене: - Розмарин Чуквума — 100 м, 4 х 100 м - Фавоур Офили — 200 м, 4 х 100 м - Имаобонг Нсе Уко — 400 м, 4 х 400 м, 4х400 м (м+ж) - Тоби Амусан — 100 м препоне - Јустина Ајакпобејан — 4 х 100 м - Faith Okwose — 4 х 100 м - Ella Onojuvwevwo — 4х400 м - Patience Okon George — 4х400 м, 4х400 м (м+ж) - Opeyemi Deborah Oke — 4х400 м - Есе Бруме — Скок удаљ - Рут Усоро — Скок удаљ - Chioma Onyekwere — Бацање диска - Ешли Анумба — Бацање диска - Обиагери Памела Амаечи — Бацање диска - Ојесаде Олатоје — Бацање кладива |

## Резултати

### Мушкарци
| Атлетичар                                                                           | Дисциплина    | Лични рекорд | Квалификације    | Квалификације   | Полуфинале           | Полуфинале           | Финале                | Финале               | Детаљи |
| Атлетичар                                                                           | Дисциплина    | Лични рекорд | Резултат         | Место           | Резултат             | Место                | Резултат              | Место                | Детаљи |
| ----------------------------------------------------------------------------------- | ------------- | ------------ | ---------------- | --------------- | -------------------- | -------------------- | --------------------- | -------------------- | ------ |
| Сеје Огунлеве                                                                       | 100 м         | 10,03        | 10,07(.068) КВ   | 3. у гр. 1      | 10,12                | 5. у гр. 2           | Нису се квалификовали | 15 / 71 (75)         |        |
| Usheoritse Itsekiri                                                                 | 100 м         | 10,02        | 10,17(.161) КВ   | 3. у гр. 2      | 10,19                | 8. у гр. 1           | Нису се квалификовали | 19 / 71 (75)         |        |
| Favour Oghene Tejiri Ashe                                                           | 100 м         | 9,96         | Дисквалификован  | Дисквалификован | Није се квалификовао | Није се квалификовао | Није се квалификовао  | Није се квалификовао |        |
| Алаба Олукунле Акинтола                                                             | 200 м         | 20,26        | 20,54 КВ         | 3. у гр. 7      | 20,75                | 7. у гр. 2           | Није се квалификовао  | 23 / 54 (57)         |        |
| Дубем Нвацхукву                                                                     | 400 м         | 44,81        | 45,60            | 6. у гр. 4      | Није се квалификовао | Није се квалификовао | Није се квалификовао  | 31 / 41 (45)         |        |
| Езекиел Натханиел                                                                   | 400 м препоне | 48,42 НР     | 48,47(.467), ЛРС | 4. у гр. 4      | 49,22                | 6. у гр. 1           | Није се квалификовао  | 18 / 41 (45)         |        |
| Favour Oghene Tejiri Ashe Usheoritse Itsekiri Алаба Олукунле Акинтола Сеје Огунлеве | 4 х 100 м     | 37,94 НР     | 38,20            | 5. у гр. 2      |                      |                      | Нису се квалификовали | 9 / 13 (16)          |        |
| Чуквуебука Корнел Енеквечи                                                          | Бацање кугле  | 21,80 НР     | 20,68            | 7. у гр. А      | 13 / 35 (37)         |                      | Нису се квалификовали |                      |        |

### Жене
| Атлетичарка                                                                | Дисциплина     | Лични рекорд | Квалификације      | Квалификације      | Полуфинале            | Полуфинале            | Финале                | Финале                | Детаљи |
| Атлетичарка                                                                | Дисциплина     | Лични рекорд | Резултат           | Место              | Резултат              | Место                 | Резултат              | Место                 | Детаљи |
| -------------------------------------------------------------------------- | -------------- | ------------ | ------------------ | ------------------ | --------------------- | --------------------- | --------------------- | --------------------- | ------ |
| Нзубечи Грејс Нвокоча                                                      | 100 м          | 10,99        | 11,24 кв           | 4. у гр. 4         | 11,26(.256)           | 8. у гр. 1            | Нису се квалификовале | 22 / 54 (56)          |        |
| Фавоур Офили                                                               | 200 м          | 21,96        | 22,66 кв           | 4. у гр. 1         | 22,86                 | 7. у гр. 3            | Нису се квалификовале | 18 / 44 (45)          |        |
| Имаобонг Нсе Уко                                                           | 400 м          | 51,24        | 52,24              | 6. у гр. 3         | Није се квалификовала | Није се квалификовала | Није се квалификовала | 34 / 48               |        |
| Тоби Амусан                                                                | 100 м препоне  | 12,12 СР     | 12,48 КВ           | 1. у гр. 5         | 12,56 КВ              | 1. у гр. 2            | 12,62                 | 6 / 43                |        |
| Јустина Ајакпобејан Фавор Офили Розмери Чуквума Faith Okwose               | 4 х 100 м      | 42,10 НР     | Нису завршиле трку | Нису завршиле трку |                       |                       | Нису се квалификовале | Нису се квалификовале |        |
| Ella Onojuvwevwo Patience Okon George Opeyemi Deborah Oke Имаобонг Нсе Уко | 4 х 400 м      | 3:21,04 НР   | Дисквалификоване   | Дисквалификоване   |                       |                       | Нису се квалификовале | Нису се квалификовале |        |
| Есе Бруме                                                                  | Скок удаљ      | 7,17 НР      | 6,82 КВ            | 2. у гр. А         | 6,84 ЛРС              | 4 / 34 (36)           |                       |                       |        |
| Рут Усоро                                                                  | Скок удаљ      | 6,87         | 6,60               | 8. у гр. Б         | Нису се квалификовале | 13 / 34 (36)          |                       |                       |        |
| Chioma Onyekwere                                                           | Бацање диска   | 64,96 НР     | 58,58              | 10. у гр. Б        | Нису се квалификовале | 21 / 37               |                       |                       |        |
| Ешли Анумба                                                                | Бацање диска   | 61,98        | 57,77              | 13. у гр. А        | Нису се квалификовале | 25 / 37               |                       |                       |        |
| Обиагери Памела Амаечи                                                     | Бацање диска   | 58,10        | 51,60              | 18. у гр. Б        | Нису се квалификовале | 37 / 37               |                       |                       |        |
| Ојесаде Олатоје                                                            | Бацање кладива | 70,86        | 66,92              | 15. у гр. Б        | Нису се квалификовале | 30 / 35 (36)          |                       |                       |        |

### Мешовито
| Атлетичари                                                                              | Дисциплина | Лични рекорд | Квалификације     | Квалификације | Полуфинале | Полуфинале | Финале                | Финале       | Детаљи |
| Атлетичари                                                                              | Дисциплина | Лични рекорд | Резултат          | Место         | Резултат   | Место      | Резултат              | Место        | Детаљи |
| --------------------------------------------------------------------------------------- | ---------- | ------------ | ----------------- | ------------- | ---------- | ---------- | --------------------- | ------------ | ------ |
| Дубем Нвацхукву (м) Patience Okon George (ж) Езекиел Натханиел (м) Имаобонг Нсе Уко (ж) | 4 х 400 м  | 3:13,60 НР   | 3:14,38(.378) НРС | 7. у гр. 2    |            |            | Нису се квалификовали | 12 / 16 (17) |        |